# Schulstraße 14 (Merkendorf)
Das ehemalige Handwerkerhaus Schulstraße 14 ist ein zweigeschossiger traufständiger Satteldachbau aus Sandsteinquadern in der Schulstraße 14 der Stadt Merkendorf im Fränkischen Seenland (Mittelfranken) und steht unter Denkmalschutz.

## Bau
Das Gebäude wurde um 1835 errichtet.